# 第一届国际肖邦时期乐器比赛
第一届国际肖邦时期乐器比赛（The 1st International Chopin Competition on Period Instruments）由弗雷德里克·肖邦学会（Fryderyk Chopin Institute） 主办，于2018年9月2日至14日在华沙举行。 来自9个国家的30位钢琴家应邀参加了比赛。来自波兰的托马斯·里特（Tomasz Ritter）获得了比赛的冠军。

## 乐器
比赛的理念是用肖邦创作音乐的乐器来演奏他的作品。钢琴家们可以从埃拉德（Érard）1837年款、普莱耶尔（Pleyel）1842年款、布洛德伍德（Broadwood）1847-1848年款这三架修复的原版钢琴以及两架复制版现代钢琴——由保罗·麦克诺提制造的布克霍尔茨（Buchholtz）1826年款复制版和麦克诺提制造的格拉夫（Graf）1819年款复制版中选择自己在比赛中演奏的钢琴。 与当代乐器国际肖邦钢琴大赛不同，参赛者可以在不同的乐器上演奏每个作品。

## 外部連結
- 第一届国际肖邦时期乐器比赛 （页面存档备份，存于）
- 有关该比赛的文章。Rhinegold （页面存档备份，存于）
- 比赛参与者的表演影片 （页面存档备份，存于）